# Oreophrynella weiassipuensis
Oreophrynella weiassipuensis es una especie de anfibios de la familia Bufonidae.
Se encuentra en el norte de Brasil y el sur de Guyana.
Su hábitat natural son los montanos secos.